# 글리세로인지질

글리세로인지질은 지방산(주황색), 글리세롤(흰색), 인산 에스터(녹색)의 3가지 성분으로 구성된다.

글리세로인지질(영어: glycerophospholipid) 또는 포스포글리세라이드(영어: phosphoglyceride)는 글리세롤 기반의 인지질이다. 글리세로인지질은 생체막의 주요 구성 성분이다.

## 같이 보기
- 인지질